# Charles Plisnier

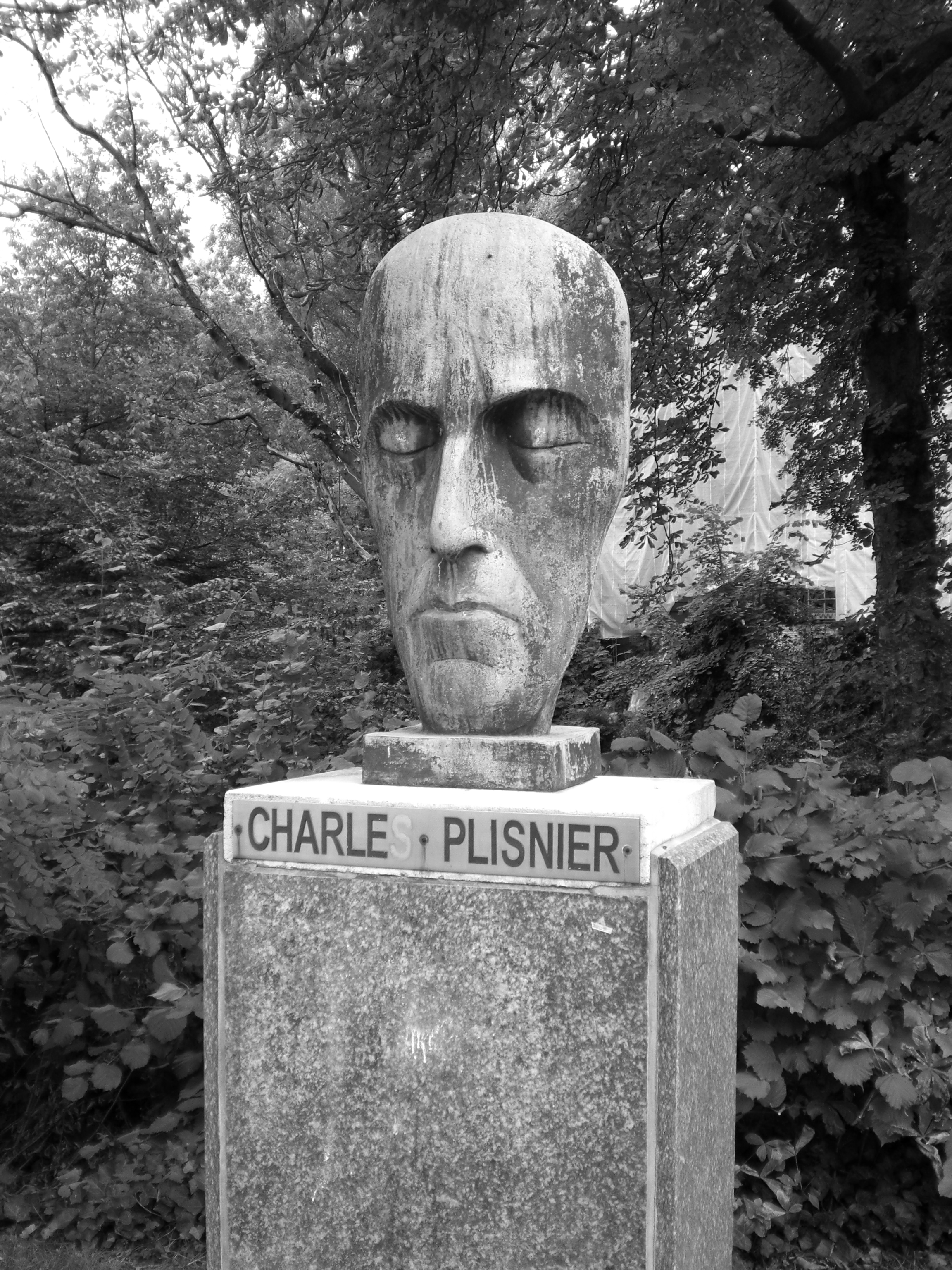
Hoofd van Plisnier door Akarova

Charles Plisnier (Ghlin, 13 december 1896 - Brussel, 17 juli 1952) was een Belgisch schrijver en dichter. Hij is de oom van schrijver Charles Bertin. Sinds 1959 is een jaarlijkse literaire prijs naar hem genoemd.

## Levensloop[2]
Hij volgde humaniora aan het atheneum in Bergen vanaf zijn 10 jaar, waar hij al interesse toonde in het schrijven.
Vanaf 1919 studeerde hij rechten aan de Vrije Universiteit van Brussel en behaalde het doctoraat in de rechten in 1922. Hij vestigde zich als advocaat in Brussel.
Hij was een aanhanger van het communisme, in het bijzonder van het trotskisme en werd directeur van het Secours Rouge international. In 1928 belandde de Kommunistische Partij van België in een conflict en werd Plisnier uit de partij gezet. Hij werd vervolgens lid van de Belgische Werkliedenpartij en bekeerde zich tot het christendom. 
Hij nam ook deel aan het Nationaal Waals congres van 1945 in Luik waar hij het rattachisme bepleitte. In Lettre ouverte à ses concitoyens (brief aan zijn medeburgers) die na zijn dood werd gepubliceerd, stelde hij het federalisme als oplossing voor België en Europa voor.
In 1937 werd hij verkozen tot lid van de Académie royale de langue et de littérature françaises de Belgique.

## Zijn werk[4]

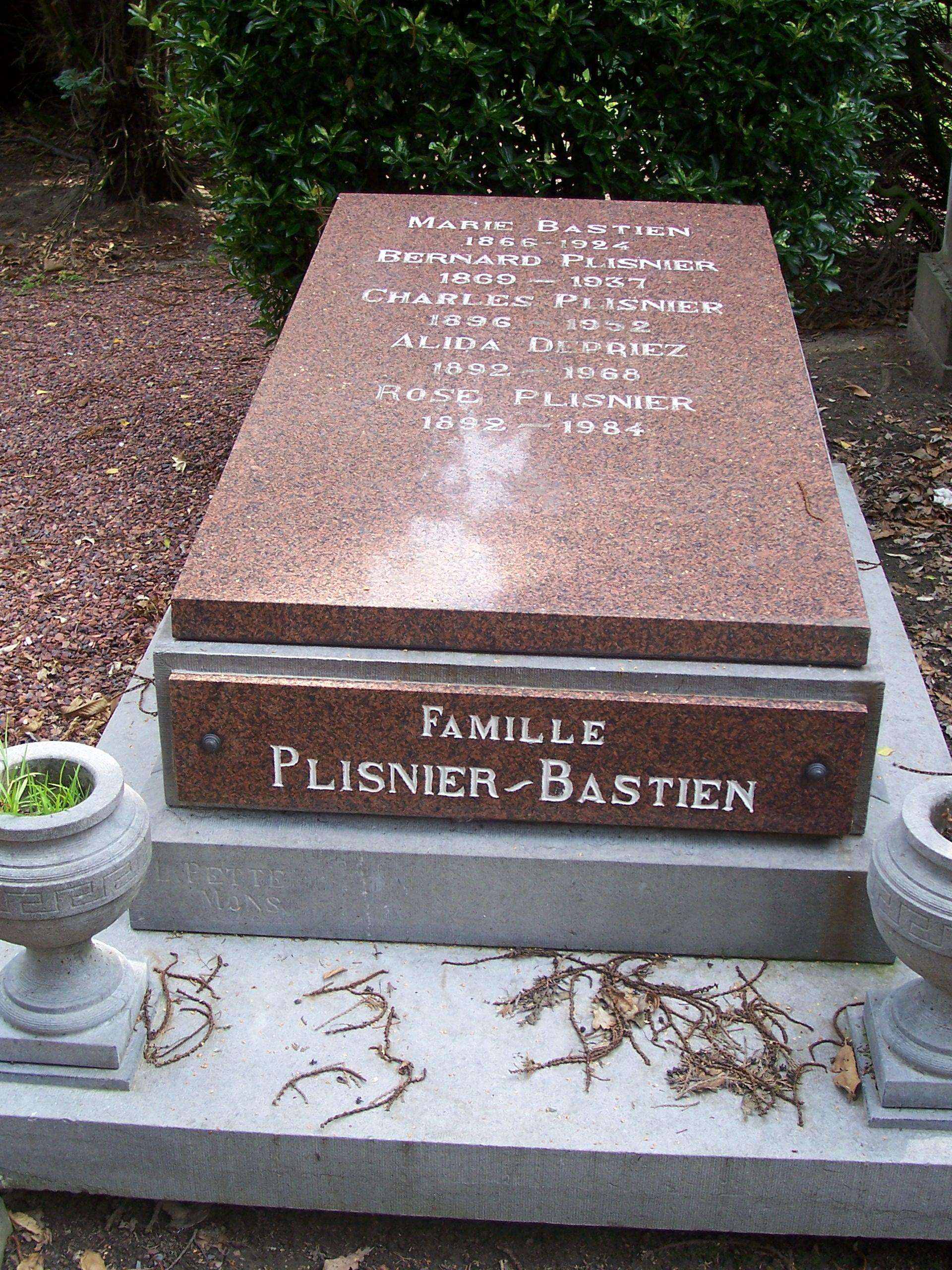
Het graf van Charles Plisnier te Bergen

- Voix entendues, gedichtbundel, (1913)
- L'enfant qui fut déçu, gedichten, (1914)
- Eve aux sept visages, gedichten, (1919)
- La guerre des hommes, gedichten, (1920)
- Réformisme ou révolution, essai, (1921)
- Élégies sans les anges, gedichten, (1922)
- Brûler vif, gedichten, (1923)
- Prière aux mains coupées, gedichten, (1930)
- Histoire sainte, roman, (1931)
- Figures détruites, novelle, (1932)
- Mésure de notre temps, essai, (1932)
- Déluge, gedichten, (1933)
- L'enfant aux stigmates, gedichten, (1933)
- Fertilités du désert, gedichten, (1933)
- Babel, gedichten, (1934)
- Odes pour retrouver les hommes, gedichten, (1935)
- Mariages, roman, (1936)
- Périple, gedichten, (1936)
- Sel de la terre, gedichten, (1936)
- Faux Passeports, ou les mémoires d'un agitateur (Prix Goncourt 1937)
- Sacre, gedichten, (1938)
- Mort d'Isabelle (Meurtres T. I), (1939)
- Présence du fils (Meurtres T. II), (1939)
- Testament, gedichten, (1939)
- Martine (Meurtres T. III), (1940)
- Feu dormant (Meurtres T. IV) (1941)
- Dieu le prit (Meurtres T. V) (1941)
- Ma mère me prend par la main gedichten, (1941)
- Ave Genitrix, gedichten, (1943)
- Croix de Venus, novelle (1943)
- L'homme nocturne, novelle (1943)
- Hospitalité, toneel, (1943)
- Une voix d'or, novelle, (1944)
- Figures détruites, édition de 1932 augmenté d'Une voix d'or, (1945)
- Héloïse, roman, (1945)
- La Matriochka, roman, (1945)
- Mes biens aimés (Mères - Chronique d'une famille bourgeoise Tome I), (1946)
- Nicole Arnaud (Mères, Tome II), (1948)
- Heureux ceux qui rêvent, novelle, (1948)
- Vertu du désordre (Mères, Tome III), (1949) (3 jaarlijkse prijs van de roman van De Franse gemeenscha^p van België)
- Beauté des laides, roman (1951)
- itinéraire spirituel d'un romancier, (1951)
- Folies douces, (1952)
- L'homme et les hommes, essai, (1953)
- Papiers d’un romancier, essai, (1954)
- Lettres à mes concitoyens, essai, (1962)
- La dernière journée

## Eerbetoon
- De Prix Charles Plisnier is een literatuurprijs die naar hem is genoemd.
- Hij ontving de Prix Goncourt in 1937 met Faux Passeports.
- Hij ontving de driejaarlijkse prijs van de roman van de Franse gemeenschap van België in 1949 met Vertu du désordre.
- Hij werd voorgedragen voor de Nobelprijs literatuur in 1951.